# رابرت بوهم
رابرت بوهم (انگلیسی: Robert Böhm؛ زادهٔ ۲۸ مارس ۱۹۸۸) بازیکن فوتبال اهل آلمان است.
از باشگاه‌هایی که در آن بازی کرده‌است می‌توان به باشگاه فوتبال ام‌وی‌وی ماستریخت و باشگاه فوتبال فنلو اشاره کرد.